# Mestni stadion Ajdovščina
Mestni stadion Ajdovščina se nahaja v mestu Ajdovščina v isto imenski občini. Zgrajen je bil leta 1929 pod Kraljevino Italijo. Poleg glavnega stadione je še pomožno nogometno igrišče.
Med nogometnima stadionoma v Ajdovščini je ta po kapaciteti sedišč naj večji. Drugi je Nogometno igrišče v Policah.
Je domači stadion nogometnega kluba ND Primorje.

## Zgodovina
Po osamosvojitvi Slovenije je stadion bil večkrat obnovljen, da je lahko zadostil potrebam za igranje na UEFA tekmovanjih. Leta 2010, Je bil celoten stadion temeljito posodobljen in je tudi dobil njegov trenutni izgled, poleg tega pa so tudi izboljšali udobje za gledalce, novinarje in slačilnico za nogometaše.
Leta 2024 so mu še dogradili reflektorje za potrebe domačega kluba ND Primorje, ki se je tisto leto uspelo uvrstiti v Prvo ligo, saj brez njih ni moralo igrati večernih tekem na njim.
Stadion je v njegovi zgodovini bil domače prizorišče za več nogometnih klubov:
1. NK Primorje Ajdovščina
2. ŠD Škou
3. ND Primorje

Bil je tudi prizorišče več tekem Slovenske ženske nogometne reprezentance in mlajših selekcij NZS.